# Mare di papaveri
Mare di papaveri è un romanzo dello scrittore indiano Amitav Ghosh, pubblicato il 14 ottobre 2008, primo volume di una serie, la trilogia dell'Ibis.
La Ibis è una goletta a due alberi con un equipaggio di lascari, i leggendari marinai del Pacifico appartenenti alle etnie più disparate, cinesi e africani, arabi e malesi, bengalesi e tamil, che parlano una lingua tutta loro e non indossano altro abito che una striscia di tessuto intorno ai fianchi. La nave, che fa rotta nell'Oceano Indiano verso l'isola di Mauritius trasportando un carico di schiavi, diventa teatro di scontri e conflitti ma anche di inattese solidarietà.

## Trama
La storia è ambientata nell'India del XIX secolo, poco prima della guerra dell'oppio. Diverse storie si intrecciano, partendo da punti molto distanti uno dall'altro nel subcontinente indiano. Il mulatto americano Zachary Reid si trova al comando del veliero Ibis, ex nave negriera acquistata dalla compagnia Burnham Bros per il commercio dell'oppio dall'India alla Cina. Una giovane contadina donna di bassa casta, Deeti, che vive in una zona del Bihar individuata dagli inglesi per la coltivazione dell'oppio, scopre di avere concepito la figlia Kabutri con il fratello del marito. Dopo la morte della madre, Jodu, un ragazzino barcaiolo del delta del Gange, torna in città per cercare la sorella di latte, la francese Paulette, figlia orfana del conservatore dell'orto botanico di Kolkata. Paulette Lambert è stata accolta a casa di Mr. Burnham, il titolare della compagnia commerciale: l'uomo pretende dal raja Neel Rattan Halder la restituzione delle somme che gli ha anticipato; per coprire il debito sarebbe necessario vendere le terre di famiglia.
Hukam Singh, il marito di Deeti, ha un malore durante il lavoro nella fabbrica d'oppio; purtroppo il saldo del suo stipendio è a malapena sufficiente per rimborsare l'anticipo già ricevuto. Il cognato le offre di rinunciare alla propria parte della futura eredità in cambio di prestazioni sessuali, ma Deeti rifiuta. L'unica via d'uscita che le rimane è la pratica del sati, l'autoimmolazione rituale sulla pira funeraria del marito: ma all'ultimo momento viene salvata dal compaesano Kalua. I due fuggono lungo il Gange verso Kolkata. La nave Ibis raggiunge Bethel, la proprietà di Burnham, e quasi investe la barca di Jodu; Paulette, che assiste all'incidente, riconosce l'amico. Zachary Reid gli offre di assumerlo a bordo come risarcimento per la distruzione della sua barca.
Zachary e Paulette si innamorano a vicenda; ma il giudice Kendalbushe, che la ragazza considera un uomo repellente, le fa una proposta di matrimonio tramite Mr. Burnham. Il giudice è lo stesso magistrato bigotto che condanna il rajah Neel Rattan Halder alla deportazione per truffa, in modo che Burnham possa impadronirsi delle sue terre. Paulette si dà alla macchia per evitare un matrimonio che le ripugna; chiede a Jodu e Zachary di imbarcarla clandestinamente sulla Ibis, destinata a portare un carico di girmitiya (lavoratori che vendono se stessi a un padrone come ultima risorsa) all'isola di Mauritius. I due rifiutano, troppo pericoloso, la ragazza si rivolge a Baboo Nob Kissin Pander, intendente di Mr Burnham, che un tempo faceva affari con suo padre M. Lambert. Pander è un uomo molto religioso, che si lascia suggestionare da alcuni segni fino a credere che Zachary Reid sia un inviato degli dei.
Sulla Ibis si ritroveranno dunque tutti i protagonisti: Zachary come terzo ufficiale, Jodu come lascaro, Neel come deportato, Deeti e Kalua come girmitiya, Paulette clandestina, Nob Kissin Pander come commissario di bordo del proprietario. La nave discende il fiume e poi si addentra in mare aperto, le tensioni a bordo aumentano. Zachary è detestato dal secondo ufficiale Mr.Crowle, che cerca in tutti i modi di danneggiarlo. I lavoratori stivati in cantina soffrono il mal di mare e la disciplina viene mantenuta con pugno di ferro dal comandante e dal supervisore, Bhyro Singh, lontano parente di Deeti, l'uomo che ha combinato il suo matrimonio e che potrebbe riconoscerla.
La nave è in alto mare. Zachary scopre che Serang Ali era seguace di un pirata del mar della Cina, poi prova per la prima volta a fumare oppio dalla pipa del capitano. Deeti viene chiamata a combinare il matrimonio di una coppia di girmitiya. Neel subisce le angherie di Bhyro Singh insieme all'altro deportato, Ah Fatt, per metà cinese, oppiomane che ha derubato una missione cristiana. Si avvicina una turbolenza meteorologica e contemporaneamente a bordo della nave tutto precipita. Jodu viene sorpreso insieme a una girmitiya e malmenato; Serang Ali decide di abbandonare la Ibis perché la sua identità è stata scoperta; Bhyro Singh viene a sapere che a bordo c'è Deeti, suo marito Kalua per difenderla provoca la morte di una guardia e viene frustato a sangue, però riesce a liberarsi e spezzare il collo al suo aguzzino. A bordo scoppia il disordine; Serang Ali si impadronisce di una scialuppa e si allontana portando con sé Kalua e i due forzati, Neel e Ah Fatt, lasciando in sospeso la conclusione della vicenda e aprendo la strada al secondo capitolo della trilogia, Il fiume dell'oppio.

## Personaggi
- Deeti – giovane contadina che vive nel nord del Bihar, moglie di Hukam Singh.
- Zachary Reid – marinaio statunitense, figlio di una schiava liberata, si trova a comandare la nave Ibis al suo arrivo in India dopo il lungo viaggio da Baltimora a Kolkata; i marinai storpiano il suo nome in Malum Zikri.
- Serang Ali – capo dei lascari a bordo del veliero Ibis, è un musulmano rohingya della Birmania.
- Neel Rattan Halder – rajah di Raskhali, ultimo discendente di una famiglia di latifondisti del Bengala.
- Paulette Lambert – francese, figlia del conservatore dell'orto botanico di Kolkata.
- Jodu – il suo vero nome è Azad Naskar; musulmano, barcaiolo delle Sundarbans presso Kolkata, fratello di latte di Paulette Lambert.
- Baboo Nob Kissin Pander – vero nome Babu Nobookrishna Panda, intendente di Mr. Burnham, poi commissario di bordo sulla nave.
- James Doughty – pilota fluviale della compagnia Burnham Bros.
- Mr.Burnham – titolare della Burnham Bros e “benefattore” di Paulette Lambert.
- Elokeshi – amante di Neel Rattan Halder.
- Kalua – abitante del villaggio dove vive Deeti.
- Hukam Singh - oppiomane, marito di Deeti.
- Bhyro Singh - zio di Hukam, imbarcato sulla Ibis per controllare i girmitiya.
- Ah Fatt – cinese/indiano, oppiomane deportato sulla Ibis.
- Kendalbushe – giudice bigotto che condanna Neel Rattan Halder, e vorrebbe sposare Paulette.
- Crowle – secondo ufficiale di bordo, prende subito in odio Zachary Reid e Jodu, che è il suo protetto.